# Anderson Cordeiro Costa
Anderson Cordeiro Costa, meglio noto come Anderson (Bom Despacho, 10 ottobre 1998), è un calciatore brasiliano, attaccante del Banga Gargždai.

## Carriera
Il 1º luglio 2019 viene acquistato dalla società bulgara del Carsko Selo.

## Statistiche

### Presenze e reti nei club
Statistiche aggiornate al 19 giugno 2022.
| Stagione        | Squadra           | Campionato      | Campionato | Campionato | Coppe nazionali | Coppe nazionali | Coppe nazionali | Coppe continentali | Coppe continentali | Coppe continentali | Altre coppe | Altre coppe | Altre coppe | Totale | Totale |
| Stagione        | Squadra           | Comp            | Pres       | Reti       | Comp            | Pres            | Reti            | Comp               | Pres               | Reti               | Comp        | Pres        | Reti        | Pres   | Reti   |
| --------------- | ----------------- | --------------- | ---------- | ---------- | --------------- | --------------- | --------------- | ------------------ | ------------------ | ------------------ | ----------- | ----------- | ----------- | ------ | ------ |
| 2016            | Desportivo Brasil | B/SP            | 1          | 1          |                 | -               | -               |                    | -                  | -                  |             | -           | -           | 1      | 1      |
| 2017            | Atlético Mineiro  | M1/MG+A         | 0          | 0          | CB              | 0               | 0               | CL                 | 0                  | 0                  | PL          | 1           | 0           | 1      | 0      |
| 2019            | Taubaté           | A2/SP           | 4          | 0          |                 | -               | -               |                    | -                  | -                  |             | -           | -           | 4      | 0      |
| 2019-2020       | Carsko Selo       | 1L              | 16+6       | 1+0        | CB              | 1               | 0               |                    | -                  | -                  |             | -           | -           | 23     | 1      |
| 2020-2021       | Carsko Selo       | 1L              | 24+4       | 6+1        | CB              | 2               | 0               |                    | -                  | -                  |             | -           | -           | 30     | 7      |
| lug. 2021       | Carsko Selo       | 1L              | 1          | 0          | CB              | -               | -               |                    | -                  | -                  |             | -           | -           | 1      | 0      |
| 2021-2022       | Fuenlabrada       | SD              | 25         | 4          | CR              | 3               | 0               |                    | -                  | -                  |             | -           | -           | 28     | 4      |
| Totale carriera | Totale carriera   | Totale carriera | 81         | 13         |                 | 6               | 0               |                    | 0                  | 0                  |             | 1           | 0           | 88     | 13     |